# المخرف (يريم)

تعديل مصدري - تعديل

المخرف هي إحدى قرى عزلة ارياب بمديرية يريم التابعة لمحافظة إب، بلغ تعداد سكانها 108 نسمة حسب تعداد اليمن لعام 2004.